# Matriz identidade
{\displaystyle I_{3}={\begin{bmatrix}1&0&0\\0&1&0\\0&0&1\end{bmatrix}}\,\!}

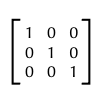
Modelo Matriz Identidade

Em matemática, matriz identidade é uma matriz diagonal, cujos elementos da diagonal principal são todos iguais a {\displaystyle 1}. É denotada por {\displaystyle I_{n}}, onde {\displaystyle n} é a ordem da matriz, ou simplesmente por {\displaystyle I}. Ou seja, a matriz identidade {\displaystyle I_{n}} tem a seguinte forma:
{\displaystyle I_{n}={\begin{bmatrix}1&0&\cdots &0\\0&1&\cdots &0\\\vdots &\vdots &\ddots &\vdots \\0&0&\cdots &1\end{bmatrix}}_{n\times n}\,\!}
A matriz {\displaystyle I_{n}} é o elemento neutro da multiplicação de matrizes. Mais precisamente, para qualquer matriz {\displaystyle A}, as seguintes igualdades são válidas:
{\displaystyle A_{m,n}I_{n}=A_{m,n}\,\!}
{\displaystyle I_{m}A_{m,n}=A_{m,n}\,\!}

## Definição
A matriz {\displaystyle I_{n}=[a_{i,j}]_{i,j=1}^{n,n}}, onde:
{\displaystyle a_{i,j}=\left\{{\begin{array}{rr}1&,{\text{se }}i=j\\0&,{\text{se }}i\neq j\end{array}}\right.}
é chamada de matriz identidade de ordem {\displaystyle n}.

## Notações alternativas
Existem outras notações alternativas para se representar uma matriz identidade. São elas:
- A notação de matrizes diagonais: {\displaystyle I_{n}={\text{diag}}\left(1;1;1;...;1\right)\,\!}
- A notação do Delta de Kronecker: {\displaystyle I_{n}={\left(\delta _{x,y}\right)}_{n}\,\!}

## Matriz inversa
O conceito de matriz identidade é relacionado ao conceito de matriz inversa. Uma matriz multiplicada pela sua inversa é igual à matriz identidade.
{\displaystyle A\cdot A^{-1}=I\,\!}
A matriz inversa de uma matriz identidade é a própria matriz identidade, ou seja:
{\displaystyle I=I^{-1}\,\!}

## Matriz transposta
A matriz transposta da matriz identidade é a própria matriz identidade.
{\displaystyle I=I^{t}\,\!}

## Matriz identidade refletida
Multiplicando-se uma matriz qualquer pela matriz identidade refletida há a reflexão horizontal ou vertical da matriz. A matriz identidade refletida possui todos os elementos iguais a zero, exceto os da diagonal secundária, que são iguais a 1.
Considerando-se uma matriz A:
{\displaystyle A_{x,y}={\begin{bmatrix}a_{1,1}&a_{1,2}&\cdots &a_{1,y}\\a_{2,1}&a_{2,2}&\cdots &a_{2,y}\\\vdots &\vdots &\ddots &\vdots \\a_{x,1}&a_{x,2}&\cdots &a_{x,y}\\\end{bmatrix}}}
Quando a matriz A é multiplicada pela matriz identidade refletida (com A à esquerda), há reflexão horizontal da matriz A:
{\displaystyle A_{x,y}\cdot R_{y}={\begin{bmatrix}a_{1,y}&a_{1,y-1}&\cdots &a_{1,1}\\a_{2,y}&a_{2,y-1}&\cdots &a_{2,1}\\\vdots &\vdots &\ddots &\vdots \\a_{x,y}&a_{x,y-1}&\cdots &a_{x,1}\\\end{bmatrix}}}
Quando a matriz identidade refletida é multiplicada pela matriz A (com A à direita), há reflexão vertical da matriz A:
{\displaystyle R_{x}\cdot A_{x,y}={\begin{bmatrix}a_{x,1}&a_{x,2}&\cdots &a_{x,y}\\a_{x-1,1}&a_{x-1,2}&\cdots &a_{x-1,y}\\\vdots &\vdots &\ddots &\vdots \\a_{1,1}&a_{1,2}&\cdots &a_{1,y}\\\end{bmatrix}}}